# Крум Сарджов
 Крум Сарджов е български юрист, деец на Вътрешната македонска революционна организация.

## Биография
Крум Сарджов е роден в 1894 година в Кукуш, тогава в Османската империя, днес в Гърция. В 1912 година завършва с третия випуск Солунската българска търговска гимназия.
Работи като адвокат в Пловдив. След Деветосептемврийския преврат от 1944 година е арестуван и отведен в София с други дейци на македонското освободително движение. Лежи в трудови лагери и затвори. Умира в Пазарджишкия затвор.